# Holland Casino
El Holland Casino tiene el monopolio legal de los juegos de azar en los Países Bajos, y tiene catorce casinos ubicados en todo el país. Los beneficios procedentes de Holland Casino van directamente a las arcas holandesas. En 2007 fue de alrededor de € 267 millones y en 2006 unos € 263 millones. La sede de Holland Casino se encuentra en Hoofddorp, pero en el futuro se trasladará a un edificio con una torre separada del nueva Holland Casino Utrecht. El primer casino fue inaugurado en Zandvoort el 1 de octubre de 1976. Desde 2008, el casino de Ámsterdam es la rama más grande. Otras sedes se pueden encontrar en: Breda, Eindhoven Enschede, Groningen, Leeuwarden, Nijmegen, Róterdam Scheveningen, entre otras.
El mercado holandés de juegos de azar en línea, loterías, póquer, apuestas deportivas y bingo se abrirá a otros actores a partir de 2015, según los nuevos planes del gobierno. Parte del dinero de las licencias se gastará en deportes y se establecerá una nueva autoridad de juego para regular el sector. Al describir los planes al parlamento, el ministro de Justicia, Fred Teeven, dijo que el objetivo es crear una "política de juego responsable, segura y moderna".